# 加拿大虫瘟霉
加拿大虫瘟霉（学名：Zoophthora canadensis）是属于虫霉目虫霉科虫瘟霉属的一种真菌，寄生在蚜虫上。该种分布于中国、加拿大。
其种加词“canadensis”意为“加拿大的”。